# Karel Pelgroms
Carolus (Karel) Pelgroms (Geel, 15 augustus 1899 - aldaar, 5 oktober 1964) was een Belgisch nijveraar en politicus voor het Katholiek Verbond van België en later het Vlaamsch Nationaal Verbond.

## Levensloop
Pelgroms, die soldaat was geweest tijdens de Eerste Wereldoorlog, werd in 1932 verkozen tot gemeenteraadslid te Geel en was er vervolgens van 1933 tot 1936 schepen. Zijn verkiezing gebeurde op de katholieke lijst in Geel. Zijn broer (Jef) kwam die verkiezingen ook op (op een ACW-kieslijst), maar werd niet verkozen. Van 1932 tot 1936 was Pelgroms daarnaast ook Antwerps provincieraadslid.
Op arrondissementeel niveau sloot hij zich aan bij de Turnhoutse Katholieke Vlaamse Volkspartij (KVV) van Thomas Debacker. Hij werd er partijsecretaris en bezorgde de KVV (samen met Aloïs Verwaest, Maurits Lambreghts en Jozef Van Herck) een nieuw elan. Hij neigde toen al over naar het VNV. In 1936 stond hij op een vervangersplaats op de VNV-lijst voor het kiesarrondissement Turnhout en werd volksvertegenwoordiger (in opvolging van Arthur Heylen, die besloot niet te zetelen). Pelgroms vervulde dit mandaat tot 1939. Bij de wetgevende verkiezingen dat jaar werd hij niet herkozen.
Na mei 1940 werd hij, onder de Duitse bezetting, korte tijd VNV-arrondissementsleider van Turnhout, in opvolging van Debacker. Niet veel later werd hij in deze hoedanigheid echter opgevolgd door Van Eckert. In mei 1941 werd Pelgroms benoemd tot oorlogsburgemeester van Geel. Hij volgde in deze hoedanigheid dienstdoend burgemeester Arthur Janssens op, die Joseph Verachtert verving die - omwille van de door de Duitsers ingestelde (en door de  secretaris-generaal van het Ministerie van Binnenlandse Zaken en Volksgezondheid Gérard Romsée gesteunde) ouderdomsverordening (Überalterungsverordnung) van 7 maart 1941 - was moeten teruggetreden.
Bij de bevrijding in 1944 werd hij gevangengenomen en vervallen verklaard van zijn mandaten. Jozef Fehrenbach werd aangesteld als nieuwe burgemeester. Op Pelgroms proces in maart 1947 was het voornaamste bezwarend feit dat hij wervingsacties voor het oostfront en paramilitaire organisaties had ondersteund. Anderzijds werden zijn tussenkomsten voor de bevolking in acht genomen en zijn inspanningen om jonge Gelenaars te behoeden voor verplichte arbeidsdienst in Duitsland. Tal van Geelse personaliteiten leverde een getuigenis in zijn voordeel. Hij werd veroordeeld tot vier jaar cel, en gelet op de voorhechtenis kwam hij in 1948 vrij. Hij verdween van het politieke toneel en werd bedrijfsleider van Ga-Vra.